# Strýčice
Strýčice település Csehországban, a České Budějovice-i járásban.  Lakosainak száma 56 fő (2024. január 1.).

## Népesség
A település lakosságának változását az alábbi diagram mutatja:
| Lakosok száma | 92   | 88   | 80   | 64   | 75   | 50   | 63   | 64   | 61   | 56   |
|               | 1869 | 1890 | 1921 | 1950 | 1980 | 2001 | 2017 | 2019 | 2022 | 2024 |